# 2022년 NC 다이노스 시즌
2022년 NC 다이노스 시즌은 KBO 리그 프로 구단 NC 다이노스의 2022년 시즌을 일컫는다. 이동욱 감독이 팀을 이끈 4번째 시즌이었으나, 시즌 초반 최하위에 머무르는 등 성적 부진으로 중도 경질된 뒤 강인권 감독 대행이 잔여 시즌 동안 팀을 맡았다. 노진혁이 주장을 맡았으나, 도중에 양의지로 교체되었다. 팀은 후반기에 반등하며 5위 싸움에까지 합류했지만 10팀 중 정규 시즌 6위에 그쳐 창단 후 최초로 2년 연속으로 포스트시즌 진출에 실패하게 되었다.

## 타이틀
- U-23 야구 월드컵 은메달: 이주형, 김한별, 오장한
- MLB 월드 투어: 코리아 시리즈 2022 영남 연합팀: 강인권(감독), 김시훈, 송명기, 이용찬, 김영규, 구창모, 양의지, 김주원, 노진혁, 박민우
- MLB 월드 투어: 코리아 시리즈 2022 KBO 올스타: 구창모, 양의지
- 리얼글러브: 양의지 (포수)
- 조아제약 프로야구대상 재기상: 구창모
- 스포츠서울 올해의 재기상: 구창모
- 일간스포츠 선정 프로야구 40주년 올스타: 양의지 (포수)
- 김한수 선정 프로야구 올타임 베스트: 양의지 (포수)
- 한국갤럽 선정 가장 좋아하는 한국인 야구선수 9위: 양의지
- 한국대학스포츠협의회 선정 연세대학교 출신 올스타: 나성범 (우익수)
- 한국대학스포츠협의회 선정 성균관대학교 출신 올스타: 노진혁 (유격수), 모창민 (지명타자)
- 올스타전 추천선수: 루친스키, 이용찬, 양의지, 마티니
- 마구마구 레전드 카드: 나성범
- 컴투스프로야구 NC 다이노스 베스트 라인업: 루친스키 (3선발), 이용찬 (마무리투수)
- 컴투스프로야구 아빠와 아들 라인업: 김태경 (중계투수)
- 선발등판: 루친스키 (31)
- 상대한 타자 수: 루친스키 (797)

### 퓨처스리그
- 리얼글러브 퓨처스리그: 오장한, 임지민, 한재승
- 퓨처스 올스타: 임지민, 하준수, 김한별, 오장한
- 홈런: 오장한 (17)
- 남부리그 3루타: 이한 (5)

## 선수단
- 선발투수: 루친스키, 구창모, 신민혁, 송명기, 파슨스, 이재학, 더모디
- 구원투수: 김시훈, 김태경, 김영규, 원종현, 임정호, 하준영, 전사민, 한재승, 박동수, 하준수, 정구범, 이우석, 조민석, 류진욱, 강동연, 심창민, 김건태, 이용준, 김진호
- 마무리투수: 이용찬
- 포수: 양의지, 이재용, 정범모, 김응민, 박대온
- 1루수: 도태훈, 오영수, 김수윤, 윤형준
- 2루수: 박민우, 서호철
- 유격수: 김주원, 노진혁, 김한별
- 3루수: 박준영, 박석민
- 좌익수: 마티니, 이명기
- 중견수: 박건우, 권희동, 김기환, 오태양, 최승민, 천재환
- 우익수: 손아섭, 정진기
- 지명타자: 전민수

## 시즌 요약

### 4월
총체적 난국이라는 표현이 적절한 정도로 최악의 4월이었다.
타선에서는 FA로 영입된 박건우, 손아섭을 제외하고는 모든 선수들이 부진한 모습을 보여줬으며, 선발투수는 루친스키를 제외하고는 모두가 불안한 모습을 보였으며, 특히 신민혁은 작년의 좋았던 모습과는 달리 부진한 모습을 보여줬다. 타자들이 점수를 못내는 상황이 이어지자 불펜투수들도 과부하가 걸려 이용찬, 김시훈을 제외하고는 부진한 모습을 보여줬다.
루친스키는 5경기 32이닝 2승 2패 2볼넷 31탈삼진 평균자책점 1.13을 기록하면서 팀의 에이스로 버텨주었고, 중고 신인투수 김시훈은 10경기 출장해 16 1/3이닝 1승 1홀드 11볼넷 17탈삼진 평균자책점 1.10을 기록하면서 4월 말부터는 선발투수로 전향하게 됐다.
박건우는 4월 한 달간 33안타 1홈런 16타점 타율 0.351 출루율 0.411 장타율 0.436으로 맹활약했으며, 손아섭은 시즌 초반에는 부진한 모습을 보였으나, 29안타 5타점 타율 0.290 출루율 0.354 장타율 0.350을 기록했다.

### 5월
징계를 당한 이명기, 권희동, 박민우가 복귀했음에도 불구하고 연패는 계속 이어져 5월에도 부진한 모습을 보여줬다. 5월 3일에는 한규식이 용덕한을 폭행하는 사건이 일어나 한규식 코치가 계약 해지됐다.
결국 성적부진과 선수단 장악 실패로 이동욱 감독이 5월 11일 경질됐다. 수석코치인 강인권이 감독대행을 맡았다. 박민우는 이름 값에 걸맞지 않은 모습을 보여줬으며, 이재학, 송명기도 선발 투수로 나와 불안한 모습을 보여주며 각각 3패를 기록했다. 최악의 상황 속에서도 1위팀 SSG 랜더스를 상대로 위닝시리즈를 기록하는 모습을 보여줬다.
루친스키는 6경기 41 2/3이닝 2승 2패 7볼넷 49탈삼진 평균자책점 2.38로 무너진 NC 투수진에서도 팀의 에이스로 활약했다. 불펜 투수 중에서는 중고신인 김진호가 6경기 11 2/3이닝 1승 평균자책점 0.77로 활약했고, 마무리 투수 이용찬도 굳건한 모습을 보여줬다. 5월 말에는 구창모가 1년만에 복귀했다.
타선에서는 마티니가 5월 한 달간 34안타 5홈런 16타점 타율 0.343 출루율 0.395 장타율 0.576으로 맹활약했으며, 손아섭도 35안타 1홈런 8타점 타율 0.343 출루율 0.404 장타율 0.471으로 좋은 모습을 보여줬다.

### 6월
6월 한 달간 10승 2무 9패를 기록했다.
4, 5월에 비해 투타가 안정된 모습을 보여주면서 5할 이상의 승률을 기록했다. 타선에서는 손아섭이 83타수 26안타(3홈런) 10득점 11타점 타율 0.313를 기록하면서, 타선에서 활약했다. 구창모는 5경기 출장해 29이닝 3승 1패 8볼넷 27탈삼진 평균자책점 1.24를 기록하면서 투수진에서 힘을 보탰다.

### 7월
7월 한 달 간 10승 1무 8패를 기록했다. 순위가 1등 올라 7월을 8위로 마감했다.
2년차 내야수인 김주원은 노진혁을 대신해 주전 유격수로 나오면서 7월 한 달 간 36타수 14안타(2홈런) 6득점 13타점 타율 0.389 출루율 0.476 장타율 0.611로 2021년에 비해 비약적으로 성장한 모습을 보여줬다. 구창모는 전월에 이어 7월에도 5경기에 나와 3승 1패 29이닝 27탈삼진 평균자책점 1.24로 맹활약했다.

## 여담
- NC 다이노스 2군은 10월 18일 롯데 자이언츠 2군과 KBO 퓨처스 교육리그 사상 첫 경기를 치렀다.
- 박민우는 2루 》3루 태그업 성공률 23.5%로 2013년 이후 규정 타석 충족 타자 중 단일 시즌 최고 기록을 세웠다.
- 손아섭은 2013년 이후 KBO 리그 최초로 수비이닝 10000이닝을 달성한 외야수가 되었다.
- 강동연은 퓨처스리그 FA를 통해 팀에 잔류하면서 퓨처스리그 FA를 신청한 선수 중 KBO 리그 사상 최초로 계약을 체결한 선수가 되었다.
- 한석현은 퓨처스리그 FA를 통해 NC 다이노스에 입단하게 되어 KBO 리그 사상 최초로 퓨처스리그 FA를 통해 팀을 옮긴 선수가 되었다.